# Brachypteryx leucophris
Brachypteryx leucophris е вид птица от семейство Muscicapidae.

## Разпространение
Видът е разпространен в Бангладеш, Бутан, Камбоджа, Китай, Индия, Индонезия, Лаос, Малайзия, Мианмар, Непал, Тайланд, Източен Тимор и Виетнам.